# Cynodesmus
Cynodesmus es un género extinto de cánidos omnívoros que habitó Norteamérica durante el Oligoceno y el Mioceno, viviendo desde hace 34 millones de años hasta 25 millones de años atrás.
Esta criatura midió 1 m de largo, era uno de los primeros cánidos, semejante a un perro. Parecía probablemente un coyote moderno, pero tenía más corto el cráneo, más pesada la cola y grupa más larga. Cynodesmus no era un buen corredor comparado con la mayoría de los cánidos; probablemente atacaba a sus presas en emboscadas. Tenía cinco dedos en cada pata y como los félidos podría (parcialmente) contraer sus garras. Fue uno de los primeros cánidos parecido a los perros, pero similar al tamaño y forma de un coyote, de cara y hocico más cortos.
- Datos: Q732045